# 蓬泰夫拉尔
蓬泰夫拉尔（法語：Ponthévrard，法語發音：[pɔ̃tevʁaʁ]）是法国伊夫林省的一个市镇，属于朗布依埃区。

## 地理
蓬泰夫拉尔（48°33'5"N, 1°54'36"E）面积2.57 平方千米，位于法国法蘭西島大區伊夫林省，该省份为法国北部内陆省份，北起瓦兹河谷省，西接厄尔省，西南接厄尔-卢瓦省，东南接埃松省，东临上塞纳省。
与蓬泰夫拉尔接壤的市镇（或旧市镇、城区）包括：伊夫林地区圣阿尔努、聖馬丹-德布雷唐庫爾、圣梅姆、松尚。
蓬泰夫拉尔的时区为UTC+01:00、UTC+02:00（夏令时）。

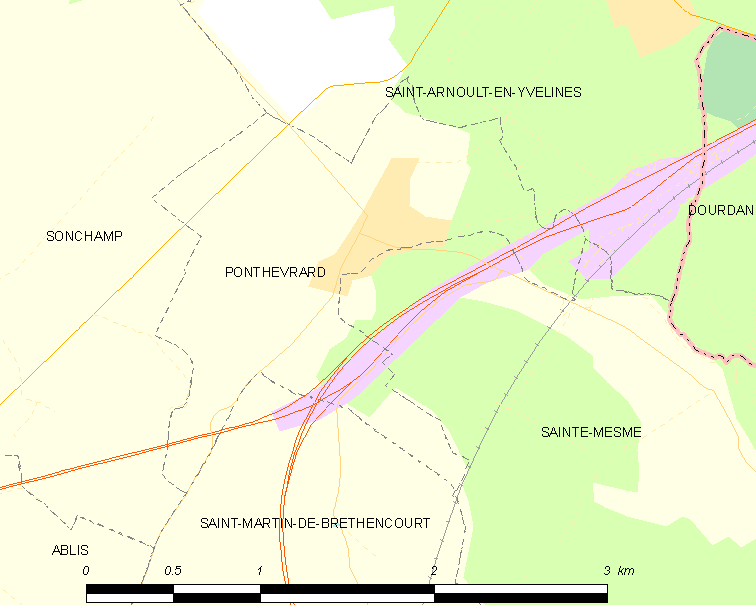
蓬泰夫拉尔的OSM定位图

## 行政
蓬泰夫拉尔的邮政编码为78730，INSEE市镇编码为78499。

## 政治
蓬泰夫拉尔所属的省级选区为朗布依埃县。

## 人口

1962-2008年间蓬泰夫拉尔人口变化图示

蓬泰夫拉尔于2022年1月1日时的人口数量为700人。